# Кумсуатська сільська адміністрація
Кумсуа́тська сільська адміністрація (каз. Құмсуат ауылдық әкімдігі, рос. Кумсуатская сельская администрация) — адміністративна одиниця у складі Жаркаїнського району Акмолинської області Казахстану. Адміністративний центр та єдиний населений пункт — село Кумсуат.
Населення — 279 осіб (2021; 405 у 2009, 860 у 1999, 1402 у 1989).
Станом на 1989 рік існували Баранкольська сільська рада (села Бапалак, Баранколь) та Кумсуатська сільська рада (село Кумсуат) колишнього Жанадалинського району. 1993 року Баранкольська та Кумсуатська сільради утворили Баранкульський сільський округ. 2000 року зі складу Баранкульського округу виділено Кумсуатський сільський округ. 2013 року Кумсуатський сільський округ перетворено в сільську адміністрацію.

## Склад
До складу адміністрації входять такі населені пункти:
| Населений пункт | Населення, осіб (1989) | Населення, осіб (1999) | Населення, осіб (2009) | Населення, осіб (2021) |
| --------------- | ---------------------- | ---------------------- | ---------------------- | ---------------------- |
| Кумсуат, село   | 1402                   | 860                    | 405                    | 261                    |
| --Табір         | -                      | -                      | -                      | 7                      |
| --Ферма         | -                      | -                      | -                      | 11                     |